# Barbara Pravi
Barbara Pravi (* 10. April 1993 in Paris als Barbara Piévic) ist eine französische Singer-Songwriterin. Sie erreichte den zweiten Platz mit 499 Punkten für Frankreich beim Eurovision Song Contest 2021 in Rotterdam mit ihrem Lied Voilà.

## Biografie
Barbara Pravi wurde in Paris als Tochter französischer Eltern geboren. Ihr bürgerlicher Nachname ist serbisch. Auch Pravi ist ein serbisches Wort und von prava abgeleitet, was „wahr, wahrhaftig“ bedeutet. Sie wählte das Pseudonym als Hommage an ihren Großvater väterlicherseits, der serbischer Herkunft war. Pravi profitierte von einer multikulturellen Erziehung und wuchs in einer Künstlerfamilie auf, umgeben von Büchern und Musik. Ihr Großvater mütterlicherseits ist der iranischstämmige Maler Hossein Zenderoudi.

## Laufbahn
2015 wurde Barbara Pravi vom Label Capitol Records entdeckt, wo sie ihren ersten Plattenvertrag erhielt. Sie schreibt ihre Texte zumeist selbst; beeinflusst wurde sie, so sagt sie, von Barbara, Jacques Brel, Georges Brassens, Françoise Hardy und Louis Aragon. Ihre Texte sind oft an wahre Begebenheiten angelehnt, so handelt beispielsweise Deda von der Geschichte ihrer Familie und Chair von einer Abtreibung.
Im Januar 2016 sang sie On m’appelle Heidi für die französische Version des Filmes Heidi, der 2016 in den dortigen Kinos anlief. Danach erhielt sie die Rolle der Solange Duhamel im Musical Un été 44. Vor allem für ihre stimmliche Darbietung erhielt sie äußerst positive Kritiken.
2017 veröffentlichte sie ihre erste Single, Pas grandir, die für das im selben Jahr erschienene Debütalbum Barbara Pravi aufgenommen wurde. Ebenfalls in diesem Jahr nahm sie erstmals eine Rolle als Schauspielerin an, und zwar in einer Produktion für einen Fernsehfilm von Marion Sarraut für France 3.
Ende 2018 trennte sich Pravi von ihrem alten Team und begann mit der Managerin Élodie Papillon Filleul zu arbeiten, um sich mehr ihrer Leidenschaft, dem Chanson française, widmen zu können. Im Februar 2020 veröffentlichte sie ein neues Album mit fünf Songs, die sie selbst geschrieben hatte. Für diese Songs arbeitete sie mit diversen anderen Künstlern zusammen.
Neben dem Schreiben ihrer eigenen Lieder ist sie auch als Songwriterin für Musiker wie Yannick Noah, Julie Zenatti, Chimène Badi, Jaden Smith und Angélina Nava tätig.

## 2019–2022: Eurovision Song Contest / Junior Eurovision Song Contest

### Teilnahmen
- Im Jahr 2019 schrieb sie mit Igit das Lied Bim Bam toi, mit dem Carla Lazzari Frankreich beim Junior Eurovision Song Contest 2019 in Gliwice vertrat und den fünften Platz belegte, den sechsten in der Jury-Abstimmung und den dritten im Televoting. Millionenfach auf TikTok gepostet, brachte ihnen Bim Bam toi ihr erstes TikTok-Gold in der Geschichte ein.
- Im Jahr 2020 schrieb sie mit Igit das Lied J’imagine, mit dem Valentina Tronel Frankreich beim Junior Eurovision Song Contest 2020 in Warschau vertrat und gewann (Platz 1). Es war der erste französische Sieg in der Geschichte des JESC.
- Im folgenden Jahr gewann sie Eurovision France, c’est vous qui décidez! 2021, den französische Vorentscheid zum ESC 2021. Sie schrieb den Text mit Igit und Lili Poe und komponierte ebenfalls mit Igit die Musik des Liedes Voilà, mit dem sie Frankreich beim Finale in Rotterdam vertrat und den zweiten Platz belegte; im Televoting erreichte sie den dritten Platz. Der Beitrag erreichte die höchste Platzierung Frankreichs (Platz 2) seit dem ESC 1991. Pravi wurde oft gebeten, Frankreich beim ESC zu vertreten, aber sie lehnte ab, da sie sich „nicht bereit fühlte“. Als Breakact beim JESC 2021 sang sie erneut ihr Lied Voilà von 2021.
- Mit Frédéric Château schrieb sie das Lied Oh Maman!, mit dem Lissandro Formica Frankreich beim Junior Eurovision Song Contest 2022 in Jerewan vertrat und gewann; im Televoting belegte es nur den dritten Platz. Oh Maman! brachte ihnen den zweiten Sieg in der Geschichte des JESC ein.[8][9]

### Überblick
| Contest | Contest                        | Jahr | Gastgeberland und -stadt | Platzierung | Interpret*in      | Lied          | Lied                 | Songwriter (T) Komponisten (M)                          | Punkte          | Punkte     | Punkte |
| Contest | Contest                        | Jahr | Gastgeberland und -stadt | Platzierung | Interpret*in      | Original-Lied | Deutsche Übersetzung | Songwriter (T) Komponisten (M)                          | Jury-Abstimmung | Televoting | Gesamt |
| ------- | ------------------------------ | ---- | ------------------------ | ----------- | ----------------- | ------------- | -------------------- | ------------------------------------------------------- | --------------- | ---------- | ------ |
| 17.     | Junior Eurovision Song Contest | 2019 | Polen, Gliwice           | 5.          | Carla Lazzari     | Bim Bam toi   | Bim Bam du           | T/M: Barbara Pravi, Igit                                | 85              | 84         | 169    |
| 18.     | Junior Eurovision Song Contest | 2020 | Polen, Warschau          | 1.          | Valentina Tronel  | J’imagine     | Ich stelle mir vor   | T/M: Barbara Pravi, Igit                                | 88              | 112        | 200    |
| 65.     | Eurovision Song Contest        | 2021 | Niederlande, Rotterdam   | 2.          | Barbara Pravi     | Voilà         | Siehe da/dort        | T: Barbara Pravi, Igit, Lili Poe M: Barbara Pravi, Igit | 248             | 251        | 499    |
| 20.     | Junior Eurovision Song Contest | 2022 | Armenien, Jerewan        | 1.          | Lissandro Formica | Oh Maman !    | Oh Mama!             | T/M: Barbara Pravi, Frédéric Château                    | 132             | 71         | 203    |

| 1 | Erster Platz  |
| 2 | Zweiter Platz |
| 3 | Dritter Platz |

## Engagements
Barbara Pravi setzt sich stark gegen Gewalt gegen Frauen ein, nachdem sie selbst bereits Opfer davon geworden ist, und tritt für Frauenrechte ein. Mit einer Gruppe von 39 Frauen hat sie den Titel Debout les femmes aufgenommen, der als Hymne der Frauenbewegung dienen soll. Im Jahre 2020 veröffentlichte sie zudem den Song Chair, der von einer Abtreibung handelt.
2019 nahm sie gemeinsam mit dem Rapper Black M die Single Pervers narcissique auf, die von einer misshandelten Frau handelt. Im November desselben Jahres hielt sie einen TEDx-Talk über ihre Karriere und wie sie ihr Selbstbewusstsein erlangt hat.

## Diskografie
Alben und EPs
- 2017: Barbara Pravi
- 2020: Reviens pour l’hiver
- 2021: Les prières
- 2021: On n’enferme pas les oiseaux
- 2021: Les prières - racines
- 2023: Les prières - guérir
- 2024: La pieva

Singles und Musikvideos
- 2016: On m’appelle Heidi
- 2017: Pas grandir
- 2018: You Are the Reason (French Duet Version) (mit Calum Scott)
- 2019: Le Malamour
- 2020: Reviens pour l’hiver
- 2020: Personne d’autre que moi
- 2020: Chair
- 2020: La fin du monde (Terrenoire feat. Barbara Pravi)
- 2020: Voilà
- 2021: Le jour se lève
- 2021: L’homme et l’oiseau
- 2021: Saute
- 2022: Priére pour soi
- 2022: 365
- 2023: Lève-toi (feat. Emel Mathlouthi)
- 2024: Bravo
- 2024: Marianne
- 2024: La pieva (Chez moi)
- 2024: Exister
- 2024: Qui j'étais
- 2025: L'exil et l'asile
- 2025: Des éclats dans les nuages

## Auszeichnungen für Musikverkäufe
| Goldene Schallplatte - Spanien - 2024: für die Single Voilà |

Anmerkung: Auszeichnungen in Ländern aus den Charttabellen bzw. Chartboxen sind in ebendiesen zu finden.
| Land/RegionAuszeichnungen für Musikverkäufe (Land/Region, Auszeichnungen, Verkäufe, Quellen) | Gold     | Platin | Diamant  | Verkäufe | Quellen             |
| -------------------------------------------------------------------------------------------- | -------- | ------ | -------- | -------- | ------------------- |
| Frankreich (SNEP)                                                                            | Gold1    | —      | Diamant1 | 383.333  | snepmusique.com     |
| Spanien (Promusicae)                                                                         | Gold1    | —      | —        | 30.000   | elportaldemusica.es |
| Insgesamt                                                                                    | 2× Gold2 | —      | Diamant1 |          |                     |